# Narbonne

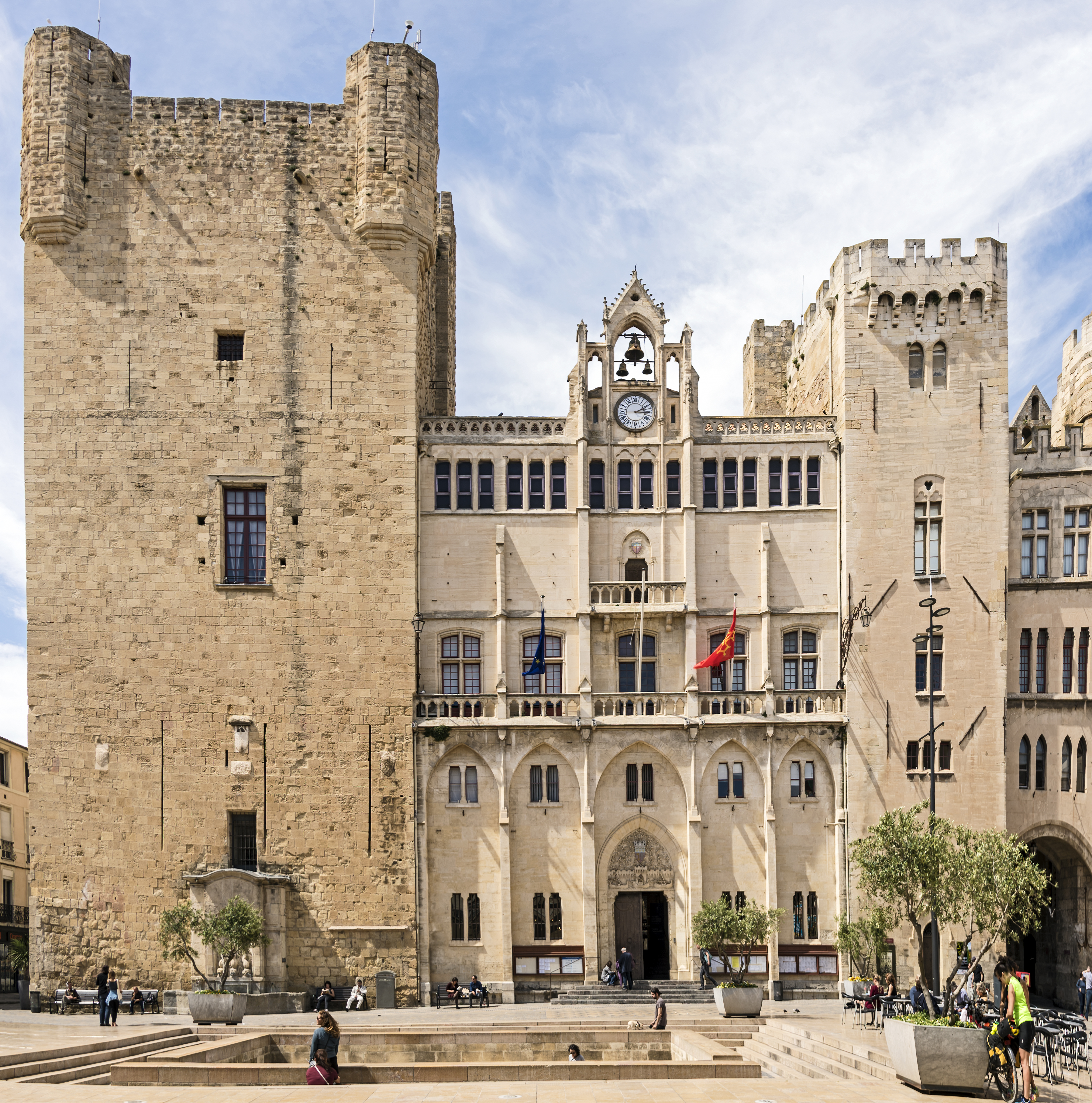
A narbonne-i városháza

Narbonne egy város délkelet-Franciaországban; Languedoc-Roussillon régió Aude megyéjében. Nevét az i. e. 2. században itt alapított Narbo Martius (Narbo) római kolóniáról kapta. 
Franciaország kulturális és történelmi városa címet viseli.

## Földrajzi helyzete
Az Aude folyó feltöltő munkájának eredményeként napjainkra mintegy 11 km-re került a Földközi-tengertől, amivel csak a belvárost átszelő de la Robine-csatorna és a St. Jean-laguna köti össze.

## Története
Az első régészeti emlékek a keltákról maradtak fenn; ők nagyjából az i. e. 6. században telepedtek le itt, az akkori tengerparton. Az i. e. 118-ban, a hetedik légió letelepítésével alapított Narbo volt a rómaiak első kolóniája Galliában; így ez lett Gallia Narbonensis provincia székhelye is. A városon átvezető hadi utat Domitius proconsul építtette, akinek nevét az máig viseli (La voie Domitienne). Nem sokkal ezután megépült az az akvitániai út és egy sor innen induló, másodrendű útvonal. Augustus császár i. e. 27-ben ide helyezte Gallia conventusát. Fénykorában, a 2. század első felében 35 000 lakosával Narbonne volt Gallia legnépesebb települése. A század közepén, tűzvészben a város nagy része leégett, és bár közlekedési csomópont szerepét nem veszítette el, hanyatlásnak indult.
462–719 között a nyugati gót (vizigót) királyság ugyancsak Septimaniának nevezett tartományának fővárosa volt, amíg el nem foglalta Andalusz kormányzója, Al-Szamh ibn Malik al-Khavlani. Miután 732-ben  Abd al-Rahman ibn Abd Allah al-Gafiqi andalúziai emír döntő vereséget szenvedett a poitiers-i csatában, a frankok Provence és Septimania kivételével visszafoglalták az arab kézre került gall területeket, majd Martell Károly 736-ban ellenállás nélkül visszafoglalta Provence-ot is. 737-ben a mórok újabb sereget gyűjtöttek össze egy Gallia elleni invázióra, de Martell Károly ezt a hadat is szétverte a Berre menti csatában. Ezután végigdúlta Septimaniát, kifosztva Nîmes-et, Agdét, Béziers-t és Maguelone-t. Narbonne ostromával azonban nem próbálkozott — a feltételezések szerint azért, mert Odo fia, Hunald fenyegette utánpótlási vonalait.
A várost végül III. Pipin frank király hadai vették be hét éves ostrom után, 759-ben.
Nagy Károly grófságot alapított itt, és Narbonne-t tette a grófság székhelyévé. Ez idő tájt alakult ki a mai Narbonne-i Agglomerációs Közösség előképe: a város vonzáskörzete a 800 táján volt egyházi birtokokból (Névian, Marcorigan, Salleles, Cuxac, Salles d’Aude, Feuilla, Boutenac, Gruissan stb.) szerveződött.
1143-tól a grófság a narbonne-i Lara család birtoka volt; ez a grófi ház a 15. században II. Vilmossal halt ki.
Szerepét döntően befolyásolta, hogy 1320-ban átszakadt az Aude folyó gátja, és a víz Narbonne partszakaszán kezdte szétteríteni hordalékát. Ahogy a folyó feltöltötte a környéket, Narbonne a szárazföldre került, és kikötőjét elvesztve gazdasági jelentősége is lehanyatlott. 1507-ben a 18 éves Gaston de Foix, XII. Lajos király unokaöccse, Nemours hercegségéért cserébe Franciaországnak engedte át a grófságot, és apránként Montpellier vált a környék legfontosabb városává.
A 19. században Narbonne a francia munkásmozgalom egyik fellegvárává vált, miközben a döntően szőlőtermelő vidékiek nagy többsége konzervatív volt.
A vasút 1851-ben érte el a várost.
1871-ben Narbonne volt a fellázadt francia városok egyike.

## Népesség
| Lakosok száma | 38 441 | 41 565 | 45 849 | 50 776 | 52 802 | 53 462 | 54 700 | 55 516 | 56 123 | 56 692 |
|               | 1968   | 1982   | 1990   | 2006   | 2013   | 2015   | 2017   | 2019   | 2020   | 2022   |

## Gazdasági élete

### Mezőgazdaság
Termékeny borvidék központja.

### Ipar
- mezőgazdasági gépgyártás;
- műtrágyagyártás,
- urándúsítás.

A 19. század végén iparának húzó ágazatai még a
- szeszfőzés,
- posztószövés,
- bőrgyártás,
- kelmefestés,
- agyagipar és
- szappanfőzés

voltak; mint láthatjuk, azóta a termékszerkezet igencsak átalakult.

## Közlekedés, szállítás, szolgáltatások
Vasúti és közúti csomópont. Tengeri hajóforgalmát az új partvonalon épült Port la Nouvelle kikötőn át bonyolítja. Az Atlanti-óceán felé a Canal du Midi biztosít vízi utat.

## Nevezetességei, látnivalói
A belvárosban római kori romok:
- templom,
- piac,
- lapidárium.

Saint-Paul-Serge-templom 13. századi, , egy 4. századi őskeresztény temető fölé emelték.
Az érseki palota négy saroktornya: 13–14. századból.
Városháza: 19. századi, neogótikus.

### Saint-Just székesegyház

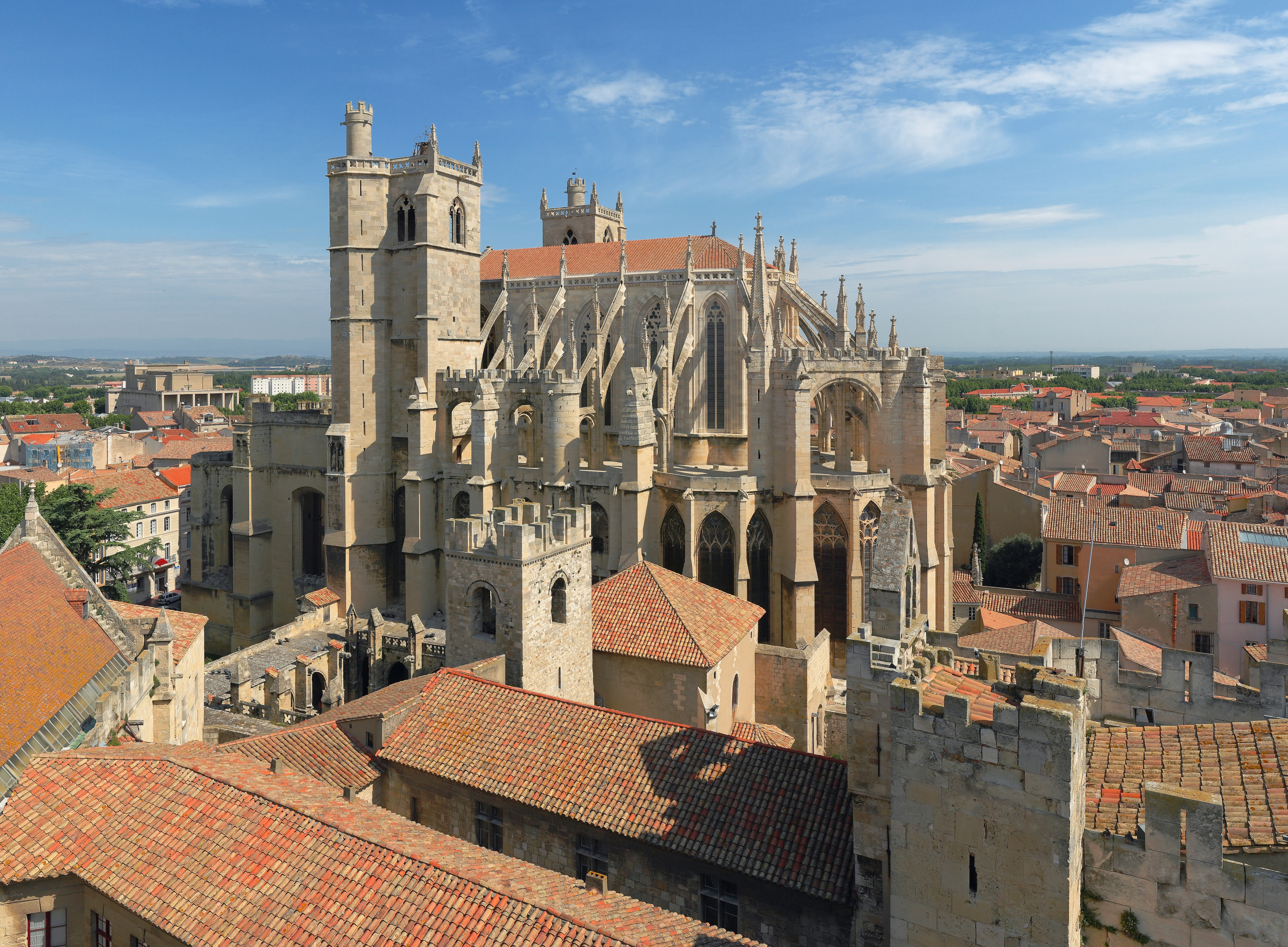
A Saint-Just-et-Saint Pasteur- székesegyház

Építését a 13. század végén kezdték el. A languedoci kereskedőváros alaposan le akarta pipálni a többi francia várost: az apszist 42 méter magasra tervezték, ami majdnem duplája a párizsi Notre Dame magasságának. Aztán úgy jártak az építkezéssel, mint a szintén csúcsokat döntögetni akaró Beauvais a maga katedrálisával: nem bírták finanszírozni az építkezést. Az ambiciózus tervek híre messzi tájakra is eljutott; így például a Franciaországban nevelkedett IV. Károly német-római császár 1352 után ennek mintájára módosíttatta a János cseh király által elkezdett és így a francia gótika jegyeit is magán viselő prágai székesegyház terveit.
A Narbonne-i székesegyháznak végül csak a kisebb része épült meg: a szentély a melléképületekkel. A körülbelül 55 méter magas épületet egy hatalmas tűzfal zárja le ott, ahol a templomhajónak kellene következnie. Az elkészült szentély azonban még így is a gótikus építészet egyik leglenyűgözőbb emléke.
A félkész épület falaiban akkora feszültség lépett fel, hogy az elkészült épületrészt 3–5 méter falvastagságú kerengővel és kolostorimitációval kellett megtámasztani. A félkész templomhoz 13 kápolna tartozik.